# Exelearning
exelearning (eXe) ist eine kostenlose Open Source Autorentool-Software zur Produktion digitaler Lerninhalte.

## Entwicklung
Das Autorentool wurde, gefördert von der Tertiary Education Commission of New Zealand (TEC), an der Auckland University of Technology (AUT) / Taurawhiti Polytech entwickelt. Es wurde in mehr als zwölf Sprachen übersetzt und 2008 vom IMS Global Learning Consortium mit dem Leadership Award Silver ausgezeichnet. Inzwischen ist eXe in Europa und insbesondere Deutschland weit verbreitet.

## Anwendungsmöglichkeiten
eXe ist ein robustes, intuitiv zu bedienendes Werkzeug, mit dem ohne Programmierkenntnisse Lerneinheiten mit Fallstudien, Bildergalerien, Flashanimationen, PowerPoint-Präsentationen und Audio- und Videodateien entwickelt werden können. Die Lerneinheiten können auf einer Webseite im Internet oder Intranet als WBT (Web Based Training), auf einem beliebigen Datenträger als CBT (Computer Based Training) und als iPod Notiz publiziert werden. Ebenso ist eine Übernahme in Learning Management Systeme (LMS) als Lernpaket in den Formaten SCORM, Common Cartridge und IMS Content Package möglich.